# Trichogramma parkeri
Trichogramma parkeri är en stekelart som beskrevs av Nagarkatti 1975. Trichogramma parkeri ingår i släktet Trichogramma och familjen hårstrimsteklar. Inga underarter finns listade i Catalogue of Life.